# ジョン・トマス・グレン
ジョン・トマス・グレン（John Thomas Glenn, 1844年4月21日 - 1899年3月14日）は、アメリカ合衆国の政治家。1889年から1891年にかけてジョージア州アトランタの市長を務めた。

## 生涯
南北戦争開戦時、グレンはジョージア大学で学んでいた。グレンは大学が閉鎖される直前の1863年9月に、文学士号を取得した。グレンは南軍に所属し、大尉として任官を受けた。
南北戦争後、グレンはアトランタで弁護士業を開業した。グレンはアトランタにおいて著名な弁護士となった。グレンは1889年から1891年にかけてアトランタ市長を務めた。グレンはまた、アトランタ巡回裁判区の検察官も務めた。

## 家族
ジョン・トマス・グレンの父親は弁護士で元アトランタ市長のルーサー・ジャドソン・グレン、母親はアセンズ出身のミルドレッド・ルイス・コブ（Mildred Lewis Cobb, 1820年 - 1900年）であった。ジョン・トマス・グレンは1873年4月23日にコロンバス出身のヘレン・オーガスタ・ガラード（Helen Augusta Garrard, 1850年 - 1924年）と結婚した。妻ヘレンの父親は、コロンバスの弁護士ウィリアム・ウォーターズ・ガラード（William Waters Garrard, 1818年 - 1866年）であった。
ジョン・トマス・グレンはヘレンとの間に、次の子供をもうけた。
1. ジョン・トマス・グレン (John Thomas Glenn, 1872-1876) - 夭逝
2. イザベラ・アーカート・グレン (Isabella Urquhart Glenn, 1874-1951) - 小説家エレン・グラスゴーの同輩
3. ガラード・グレン (Garrard Glenn, 1878-1949) - ニューヨーク市検事、バージニア大学教授
4. ルーサー・ジャドソン・グレン (Luther Judson Glenn, 1880-1880) - 夭逝
5. ヘレン・ミルドレッド・グレン (Helen Mildred Lewis Glenn, 1885-1972) - 海軍飛行士セオドア・ゴードン・エリソンと結婚
6. ウィリアム・ルイス・グレン (William Lewis Glenn, 1887-1950) - ニューヨーク市検事